# Ковригин, Вадим Владимирович
Вадим Владимирович Ковригин (1901, Донбасс — 1962, Москва) — советский фотограф.

## Биография
Родился в 1901 году в Донбассе в дворянской семье. Отец — Владимир Владимирович Ковригин (1875—1951), горный инженер в четвёртом поколении; мать — Мария Владимировна Эмме, сёстры: Ольга Владимировна Ковригина (1909-?) и Татьяна Владимировна Коновалова-Ковригина (1915—2008).
Служил в Красной Армии. В 1921 году вступил в ВКП(б).
В Красной Армии служил до 1925 года, работал преподавателем в военных школах Читы и Иркутска.
Демобилизовавшись, работал журналистом в Иркутске до 1929 года.
В 1930 году Вадим Ковригин перебрался в Москву, где устроился работать в газету «Вечерняя Москва» очеркистом и фоторепортером.
Попал в творческую среду, знакомится с Брик, Маяковским, Малевичем, Игнатовичами, Родченко и другими.
В начале 30-х годов Казимир Малевич написал портрет В.Ковригина.
В 1933—1936 годах Ковригин работал фоторедактором газеты на канале «Москва-Волга» и фотографом в журнале «СССР на стройке» — главном агитационном издании 30-х.
Перед войной работает в ТАСС.
Во время Второй мировой войны Вадим Владимирович Ковригин был призван в армию, служил в мотострелковом полку НКВД СССР, демобилизовался по состоянию здоровья в 1942 году, в 1943 году стал фотокорреспондентом на Северном флоте.
В конце 1940-х годов Вадим Ковригин работает на съемках официальных мероприятий, включая и съемку Иосифа Сталина.
В апреле 1950 года Вадим Ковригин был арестован из-за ошибки фотолаборанта, перепутавшего негативы. Фотографа обвинили в заговоре против вождя. От расстрела спас случай — в кабинете следователя висела фотография И. Сталина, сделанная В. Ковригиным. Приговор — ссылка в Казахстан (Джамбул) на два года.
После ссылки работа штатным фотографом ВСХВ (ВДНХ), а в 1956 году Вадим Ковригин был реабилитирован и восстановлен на работе в фотохронике ТАСС.
Умер в 1962 году, похоронен в 18-м колумбарии Нового Донского кладбища в Москве .

## Книги
- Фото альбом «Москва». Москва 1957 г.

## Выставки
- «Вадим Ковригин и другие», Галерея «Е. К. АртБюро», Москва 2004